# Okene
Okene város Nigériában, Kogi szövetségi államban.
Lakossága kb. 400 ezer fő 2015-ben melynek nagy része az ebira és joruba törzshöz tartozik.
A környék mezőgazdasági terményeinek (jamgyökér , kukorica, manióka, cirok , bab, mogyoró, pálmaolaj, gyapot) kereskedelmi központja.

## Fordítás
- Ez a szócikk részben vagy egészben  az   Okene című német Wikipédia-szócikk fordításán alapul.  Az eredeti cikk szerkesztőit annak laptörténete sorolja fel. Ez a jelzés csupán a megfogalmazás eredetét és a szerzői jogokat jelzi, nem szolgál a cikkben szereplő információk forrásmegjelöléseként.